# Perivoj Zrinskih
Perivoj Zrinskih nalazi se oko Starog grada Zrinskih u gradu Čakovcu (Međimurska županija). Smješten je u centru grada, nekoliko koraka od glavnog gradskog trga. Predstavlja spomenik parkovne arhitekture s
estetskom, kulturno-povijesnom i odgojno-obrazovnom vrijednošću. 
Čakovečki je park sastavni dio kompleksa čakovečke utvrde, koja se na tom mjestu, premda nadograđivana i obnavljana, nalazi još od 13. stoljeća. U perivoju se nalazi više spomenika, statua, memorijalnih objekata (spomen-ploča) i drugih umjetničkih kiparskih djela. Tu su, među ostalima, brončana statua hrvatskog bana Nikole Zrinskog Sigetskog, barokni kameni kip Svetog Jeronima (postavljen 1766. godine) i spomenik u obliku kamenog obeliska poginulim Međimurcima u Prvom svjetskom ratu.
Na samom ulazu u perivoj, ujedno na rubu glavnog čakovečkog gradskog trga i kao njegov sastavni dio, smješten je monumentalni kameni spomenik banu i pjesniku Nikoli Zrinskom Čakovečkom, koji se sastoji od postolja s dubokim reljefom lika Nikole Zrinskog te zaobljenog stupa na čijem je vrhu orao raširenih krila što stoji na maču (kao simbolu Nikolinog viteštva i junaštva) i liri (kao simbolu banovog pjesništva). 

## Vanjske poveznice
- Perivoj Zrinski – spomenik parkovne arhitekture  Arhivirana inačica izvorne stranice od 22. ožujka 2017. (Wayback Machine)
- Projekt obnove perivoja  Arhivirana inačica izvorne stranice od 6. siječnja 2016. (Wayback Machine)

## Galerija
|  |  |  |  |  |  |